# Frequenamia baiana
Frequenamia baiana är en insektsart som beskrevs av Keti Maria Rocha Zanol 2003. Frequenamia baiana ingår i släktet Frequenamia och familjen dvärgstritar. Inga underarter finns listade i Catalogue of Life.